# Alfred Le Poittevin
Alfred Le Poittevin (* 29. September 1816 in Rouen; † 3. April 1848 in La Neuville-Chant-d’Oisel) war ein französischer Schriftsteller.

## Leben
Alfred Le Poittevin war von Kindheit an ein enger Freund von Gustave Flaubert, dessen Vater sein Pate war (wie auch Poittevins Vater der Pate von Flaubert). Daneben war er in doppelter Weise Onkel von Guy de Maupassant, dessen Geburt er allerdings wegen seines frühen Todes nicht mehr erlebte. Poittevin studierte Rechtswissenschaft und wurde Anwalt in Rouen. Er war besonders an Philosophie interessiert und hinterließ, neben pessimistischer Dichtung, die metaphysisch orientierte Erzählung Une promenade de Bélial, die 1924 von dem Flaubertologen René Descharmes (1881–1925) herausgegeben wurde. Flaubert widmete ihm 1874 seine 
Versuchung des heiligen Antonius.

## Werke
- Une promenade de Bélial et œuvres inédites. Hrsg. René Descharmes. Les Presses françaises, Paris 1924.